# واج ور

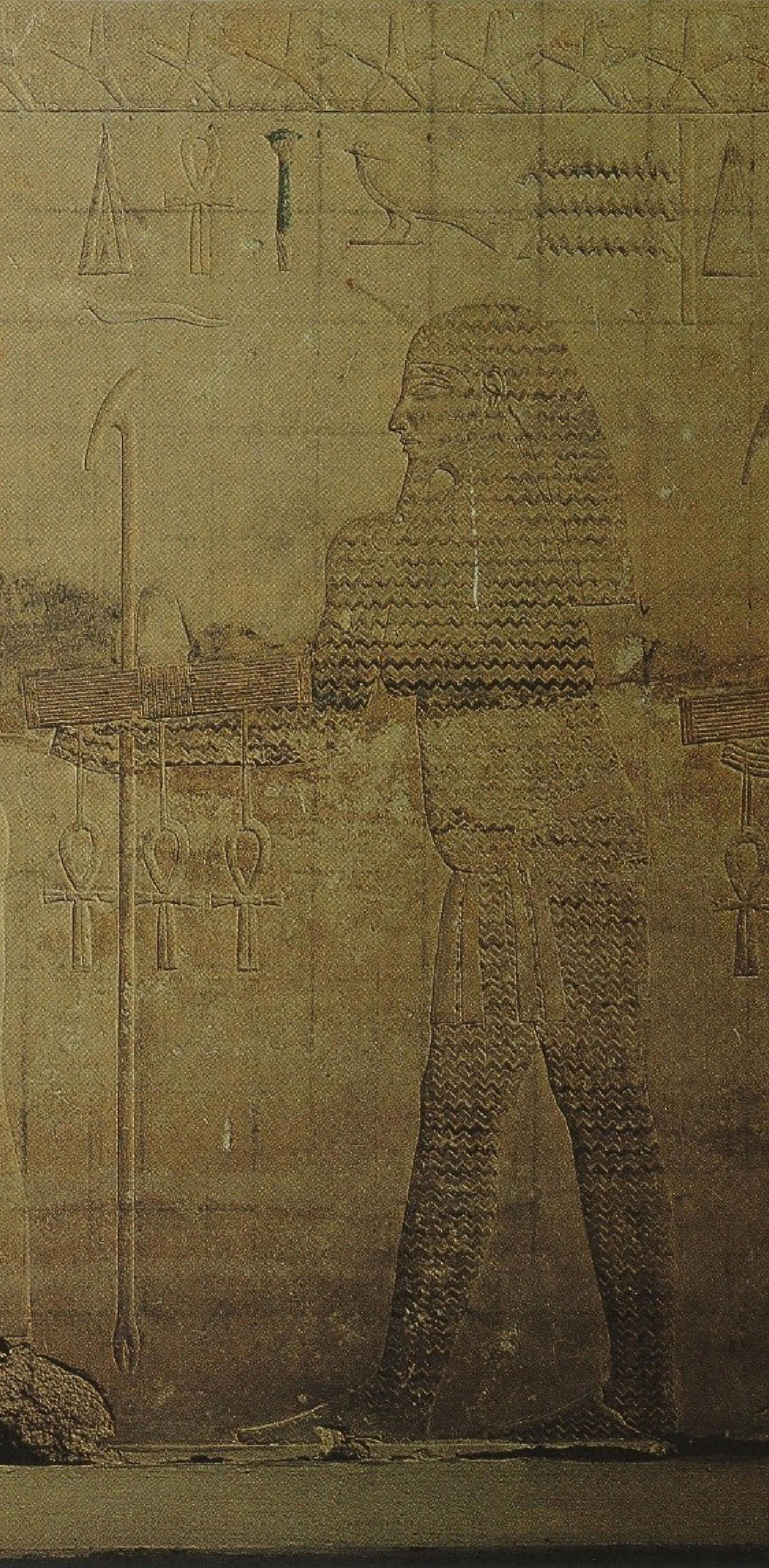
الإله واج ور (أو واز ور) إله البحر المتوسط و الخصوبة في الدلتا - من جدران معبد الفرعون ساحورع في أبو صير.

كان واج ور (ينطق أيضا واز ور) إلهاً للخصوبة في الديانة المصرية القديمة، واسمه يعني «الأخضر - الكبير». هو تجسيد للبحر المتوسط أو للبحيرات الكبيرة في دلتا النيل.